# Exèrcit d'Alliberament Popular Sahrauí
L'Exèrcit d'Alliberament Popular Sahrauí és l'exèrcit nacional de la República Àrab Sahrauí Democràtica. Va ser establert el 10 de maig de 1973, com la branca militar del Front Polisario. Tot i que el moviment d'alliberament popular Front Polisario també compta amb forces partisanes, l'Exèrcit d'Alliberament Popular Sahrauí funciona com les forces armades de iure de la República Àrab Sahrauí Democràtica i per tal la seia obediència la deu al president de la República i no a la guerrilla, encara que en la pràctica gairebé sempre el càrrec presidencial i el de líder de guerrilla recauen en la mateixa persona.
En l'actualitat la seua àrea d'operacions es limita alsTerritoris Alliberats, ubicats a l'est del mur fronterer marroquí i a l'oest i al nord de les fronteres amb Algèria i Mauritània. Igualment, té accés als camps de refugiats sahrauís de la província de Tindouf a Algèria.
En 2005 va ser convidada a unir-se a la Força de Reserva Africana, integrada per les forces armades dels països membres de la Unió Africana. Va ser la primera relació d'àmbit internacional directe després de la guerra i l'alto el foc del 1991.

## Galeria

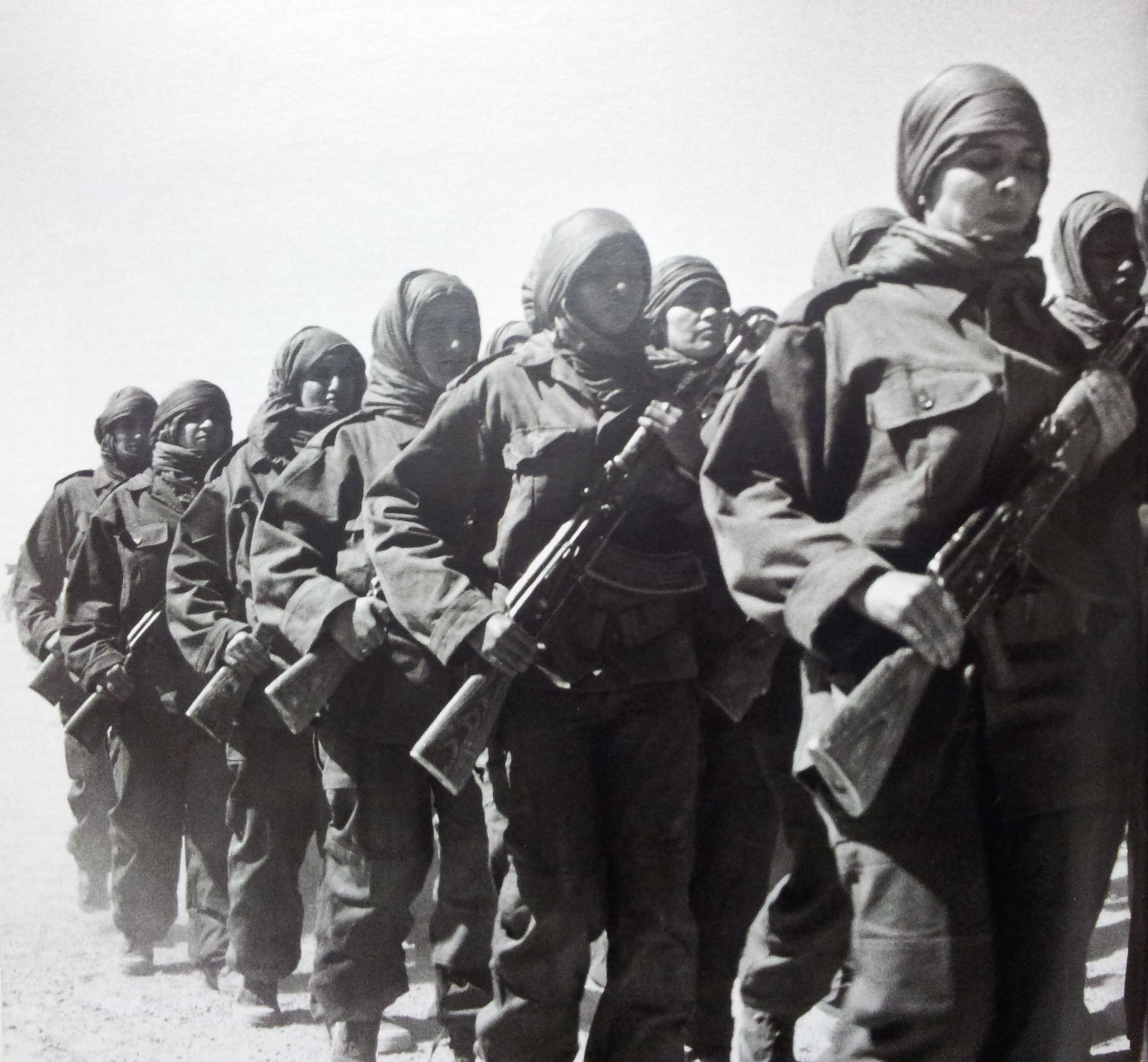
Dones soldat el 1980.
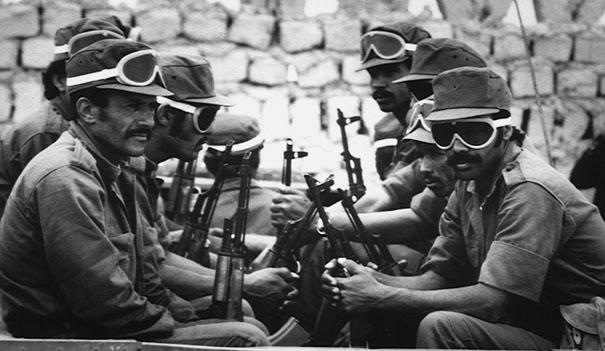
Homes soldat el 1985.
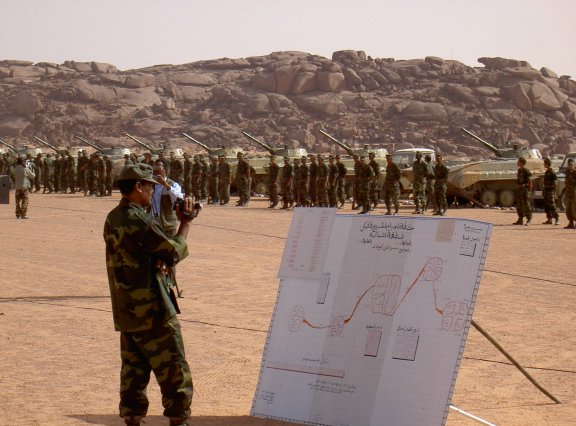
Batalló als Territoris Alliberats, 2005.
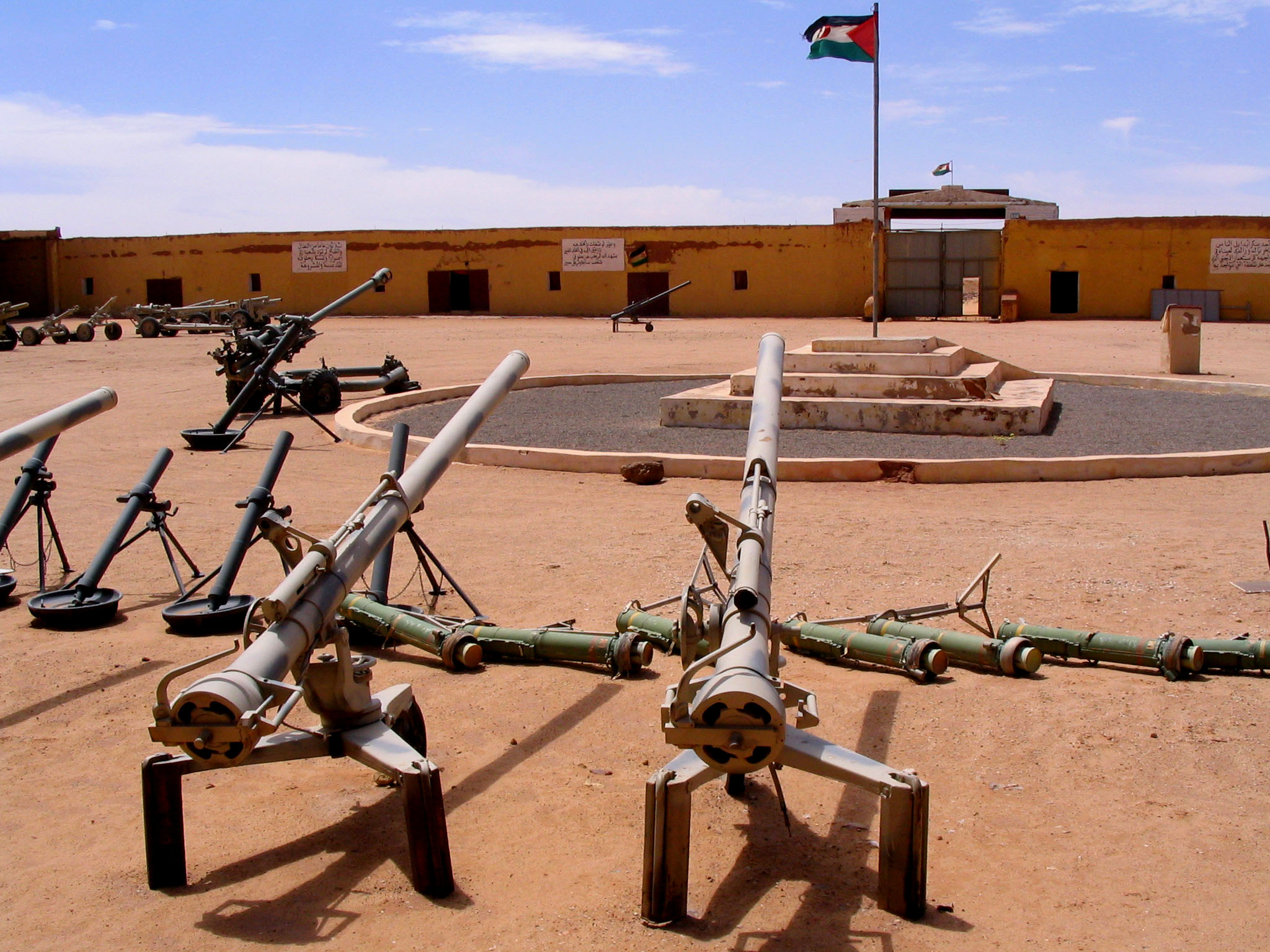
Armes de l'exèrcit estacionades al Museu de l'Exèrcit d'Alliberament Popular.